# Lancair 360

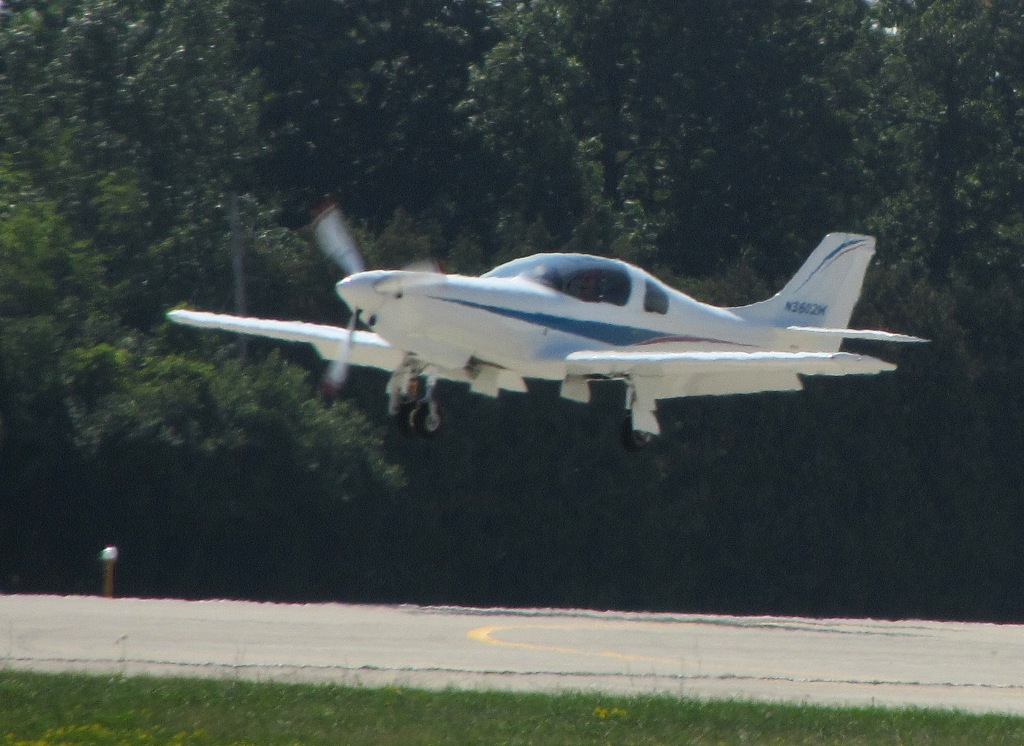
Lancair 360 aterrizando en el Aeropuerto Regional Wittman en Oshkosh, Wisconsin

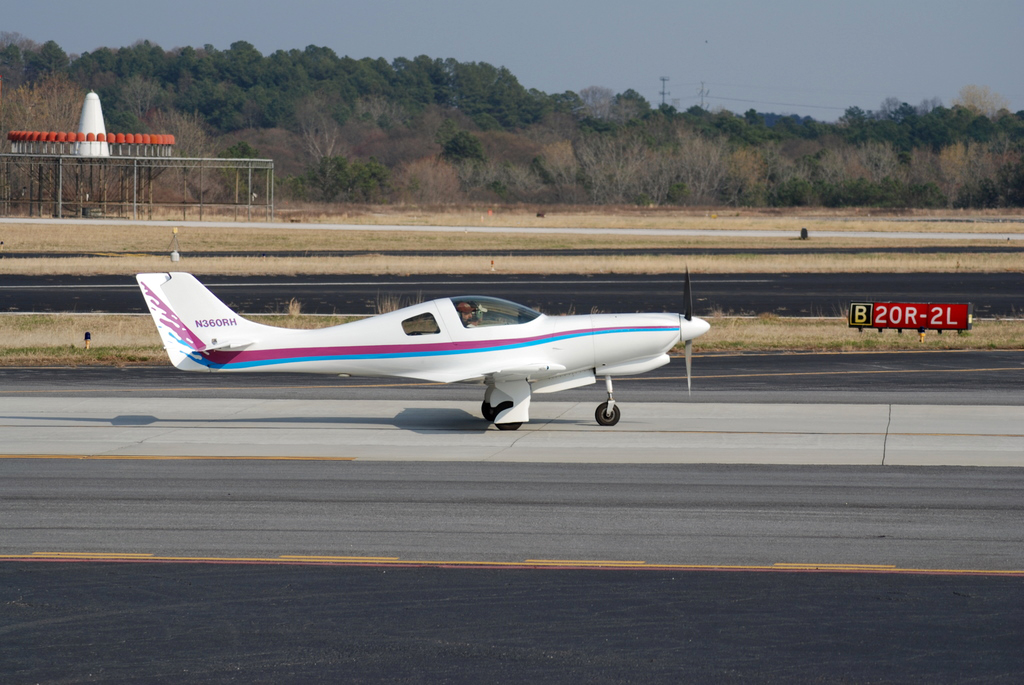
Lancair 360 en el Aeropuerto Peachtree-Dekalb

El Lancair 360 es una versión mejorada del Lancair 320, es un monoplano de ala baja con capacidad para piloto y pasajero en configuración "lado a lado". A diferencia del Lancair 320, el 360 cuenta con un motor Lycoming IO-360 de 180 HP, mientras el 320 tiene un motor Lycoming 320 de 160 HP. El Lancair Legacy sustituyó al Lancair 320/360 en la línea de producción en 1999.

## Variantes
Lancair 360-TC
Versión construida en 1997 con fuselaje de fibra de carbono y con motor mejorado TIO-360 de 200 HP
FAB-X02 Huayna
Versión de entrenamiento fabricada bajo licencia por la Fuerza Aérea de Bolivia cuyo primer vuelo fue el 14 de abril de 1993. Vuenta con el mismo motor Lycoming IO-360 de 180 HP usado por la versión original de Lancair.

## Especificaciones
Características generales
- Tripulación: 1
- Pasajeros: 1
- Longitud: 6.4 m (21 ft 0 in)
- Envergadura: 7.2 m (23 ft 6 in)
- Altura: 2.1
- Superficie alar: 7.1 m² (76 sq ft)
- Peso máximo al despegue: 764 kg (1,685 lb)
- Peso vacío: 494 kg (1,090 lb)
- Planta motriz: 1 × Lycoming IO-360 de 180 HP
- Hélice: de dos palas

Rendimiento
- Velocidad máxima: 226 kn (418 km/h; 260 mph)
- Velocidad crucero: 204 kn (378 km/h; 235 mph)
- Régimen de ascenso: >1,500 ft/min
- Consumo típico de combustible: 8-10 galones por hora
- Capacidad típica de combustible: 40-44 galones

## Galería de fotos

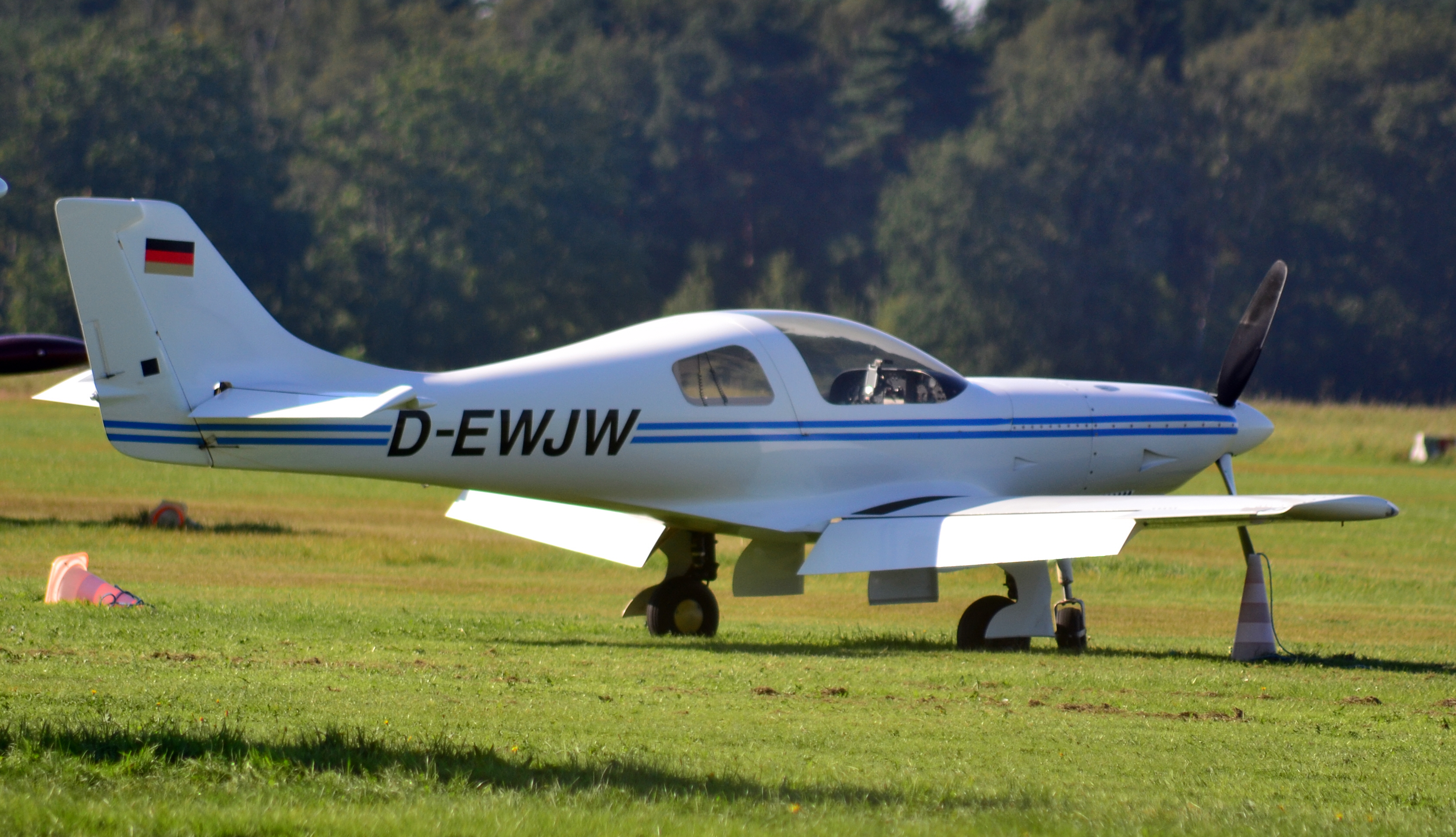
Lancair 360 (D-EWJW) en el Aeródromo Uetersen
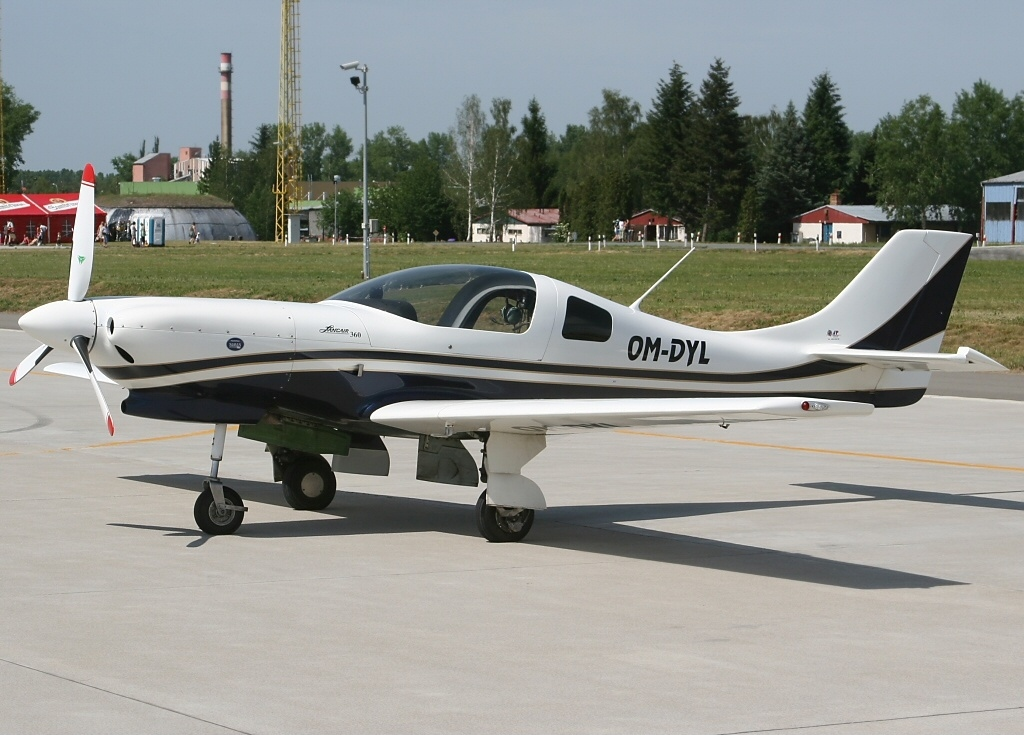
Lancair 360 en el Aeropuerto de Caslav, República Checa.
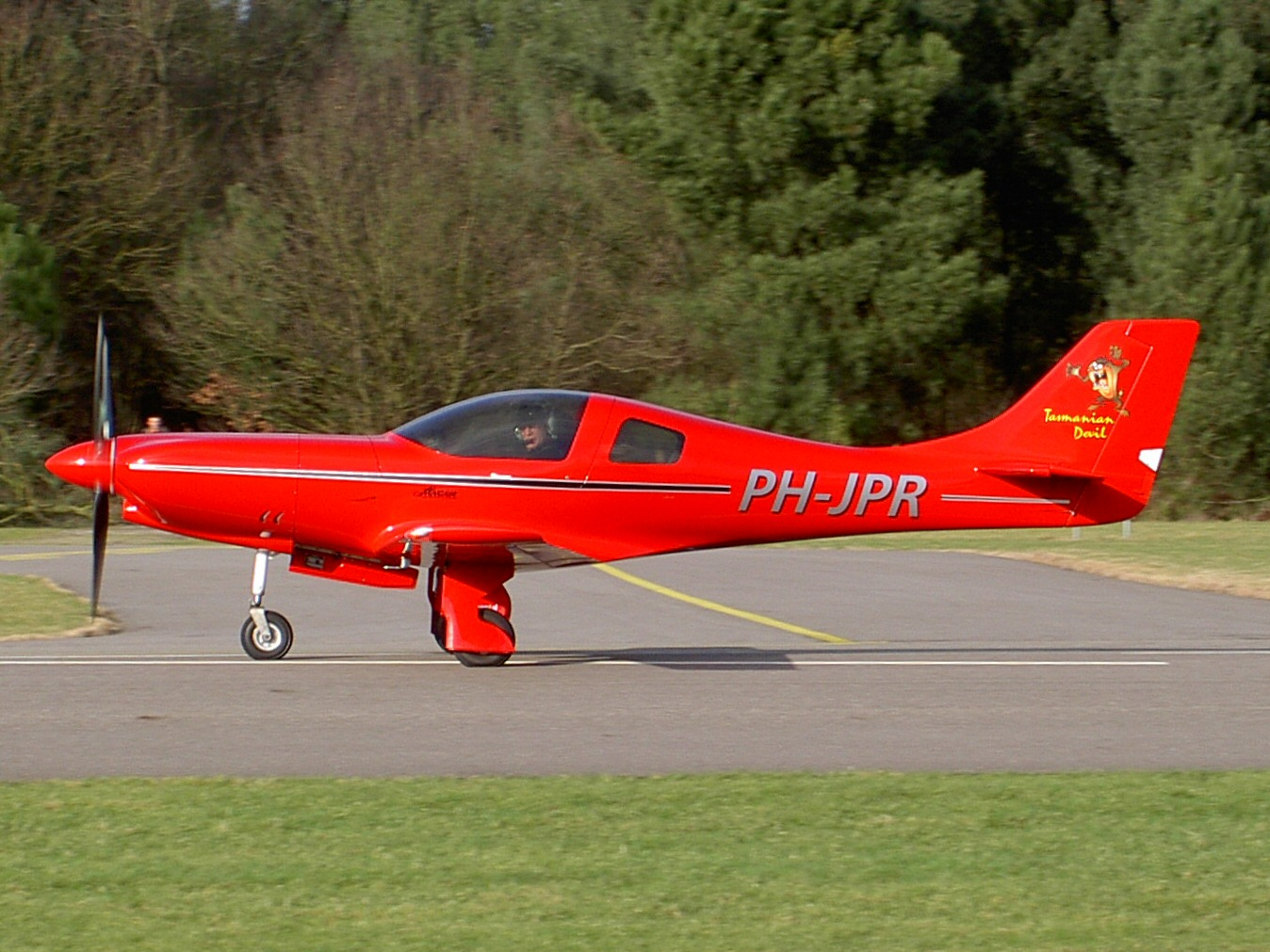
Lancair 360 (PH-JPR) en el Aeropuerto Internacional de Breda, Países Bajos.
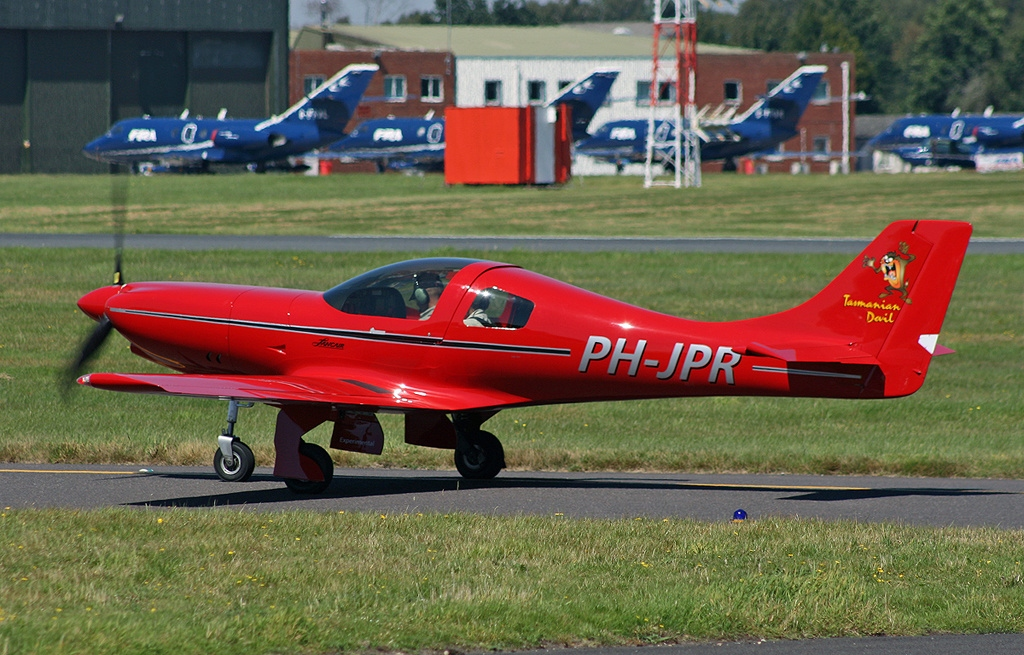
Lancair 360 (PH-JPR) en el Aeropuerto Internacional de Bournemouth.
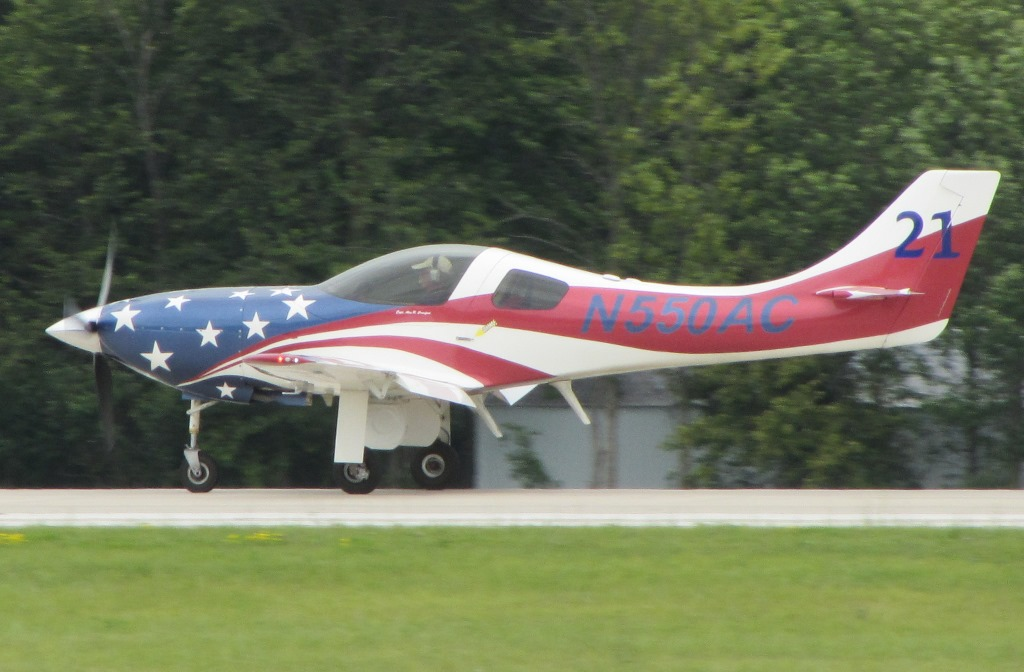
Lancair 360 (N550AC) en el Aeropuerto Regional Wittman en Oshkosh, Wisconsin.
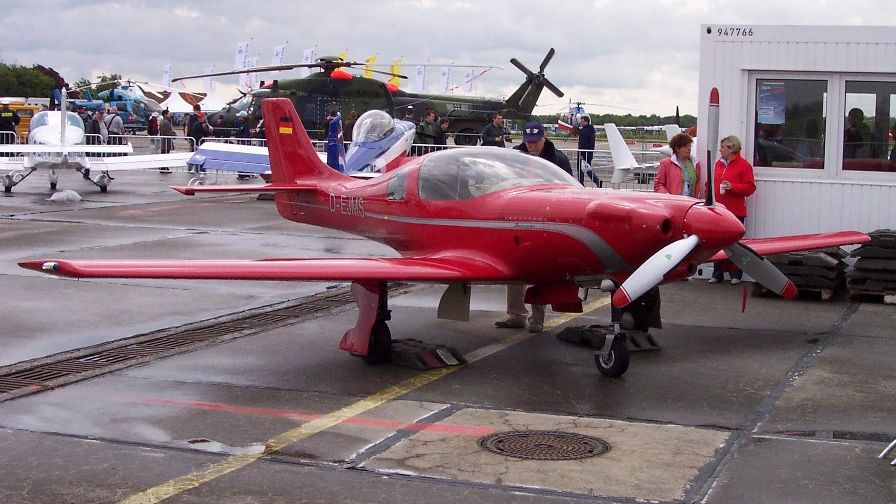
Lancair 360 (D-EJMS).
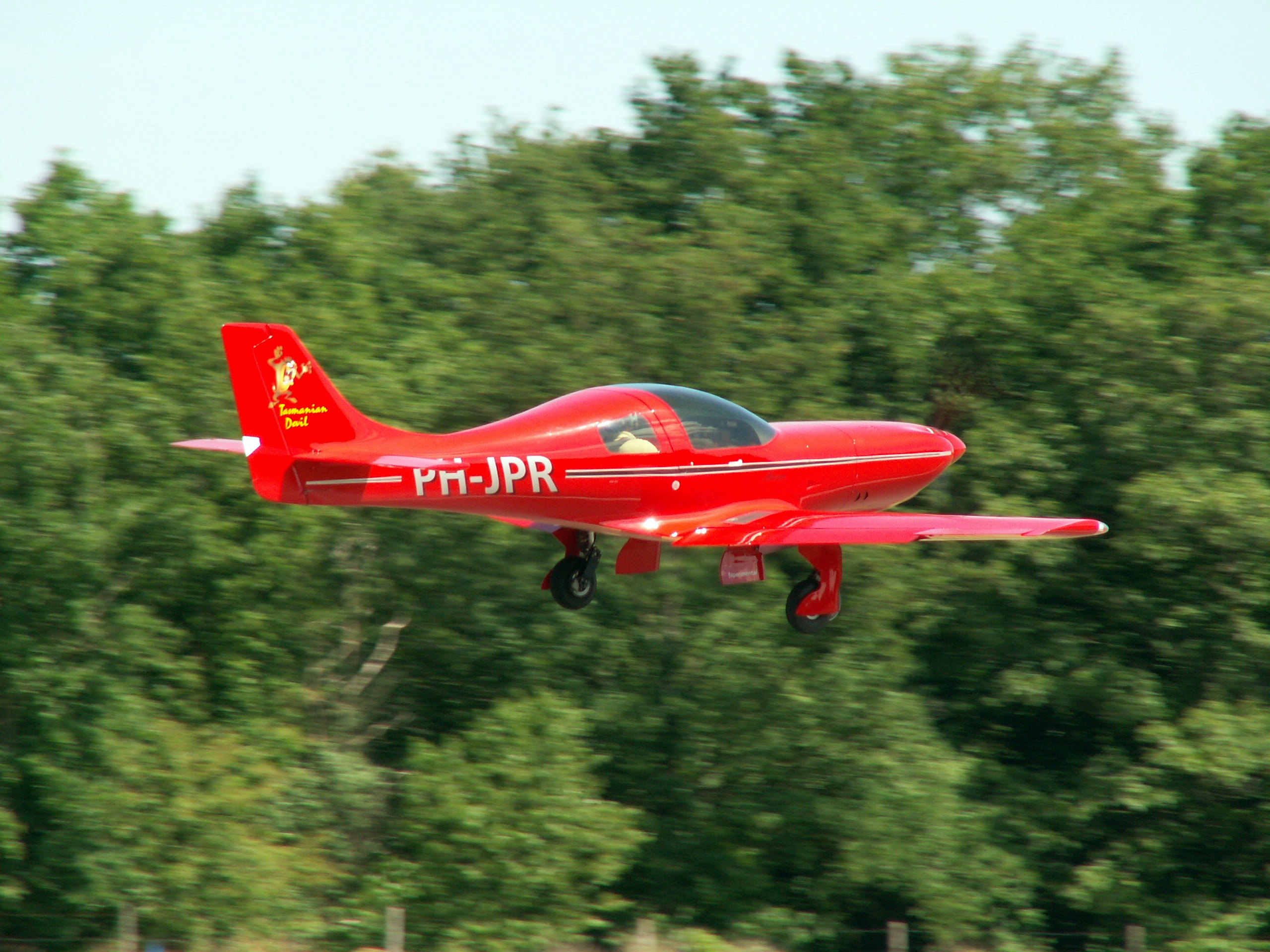
Lancair 360 (PH-JPR) despegando del Aeropuerto Internacional de Breda, Países Bajos.
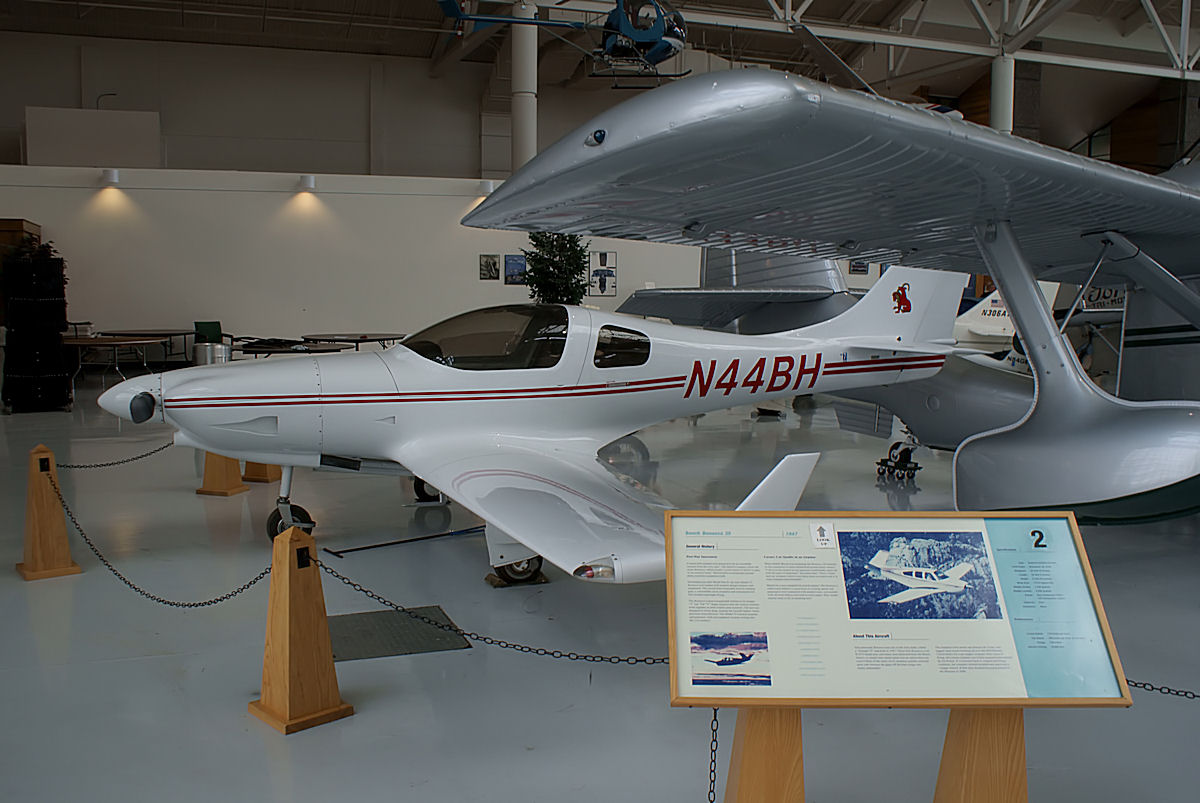
Lancair 360 (N44BH) en el Evergreen Aviation & Space Museum, Oregón.
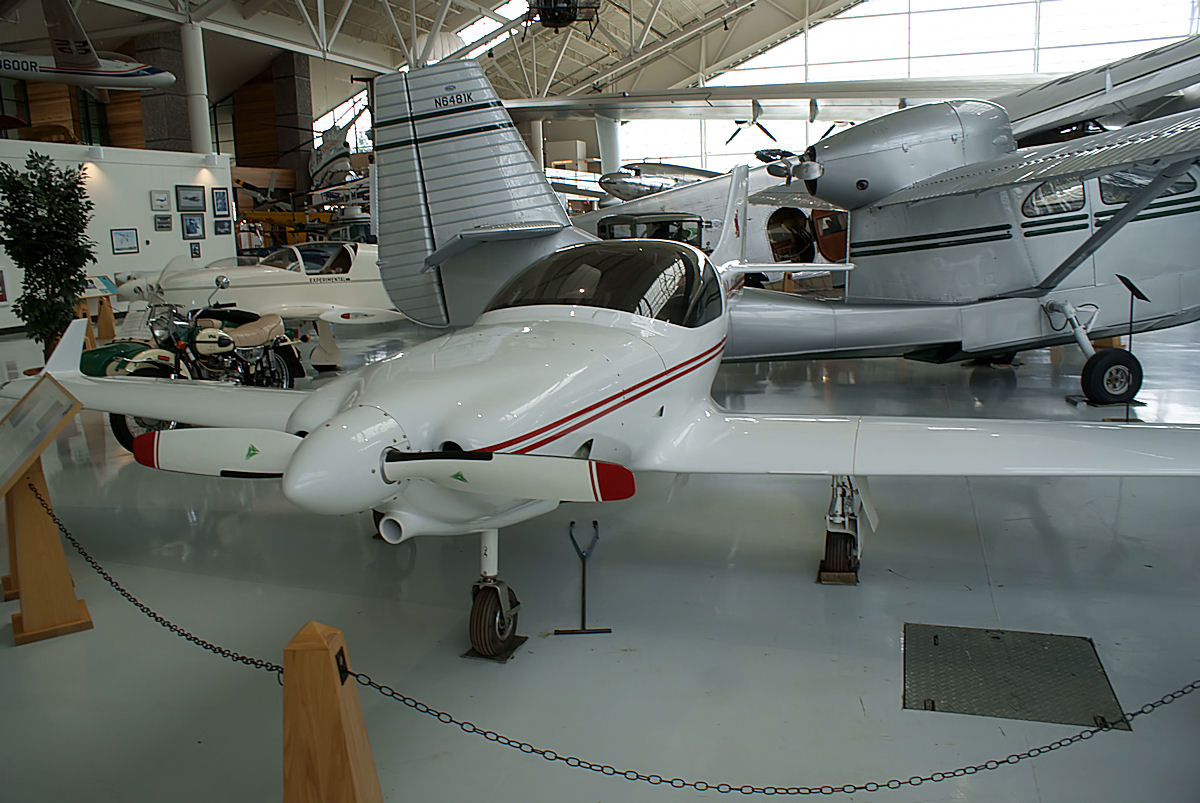
Lancair 360 (N44BH) en el Evergreen Aviation & Space Museum, Oregón.